# Ghillean Tolmie Prance
Ghillean (‘Iain’) Tolmie Prance (13 de julho de 1937) é um botânico britânico.
Foi director dos Jardins Botânicos Reais de Kew em Londres (1988–1999), e durante oito anos liderou expedições botânicas à Amazónia.
É actualmente presidente d’A Rocha.